# Аш-Шаєр – Фурклюс
Ал-Шаєр — Фурклюс — газопровід у сирійській провінції Хомс.
Трубопровід спорудили для доставки продукції з концесійної ділянки, розробку якої розпочала Ebla Petroleum Company (компанія-оператор за концесійною угодою між Сирією та іноземним інвестором канадською Suncor Energy). Він починається на родовищі Ал-Шаєр та прямує до газопереробного заводу Ебла, що став до ладу в 2010 році. Газопровід має довжину 77 км та виконаний в діаметрі 400 мм.
Під час громадянської війни 2010-х років роботу трубопроводу доводилось неодноразово призупиняти, зокрема через захоплення організацією ІДІЛ родовища Ал-Шаєр, що відбувалось тричі — двічі в 2014-му та один раз у 2016-му. В липні 2019-го трубопровід підірвали, проте вже за кілька діб він зміг відновити роботу.